# Орфография украинского языка
Орфография украинского языка или Украинское правописание (укр. Український правопис) — совокупность общепринятых и общеобязательных правил украинского языка, которые определяют способы передачи речи на письме.

## История
17 января 1918 года Украинская Центральная рада выдаёт «Главные правила украинского правописания». 17 мая 1919 года Украинская академия наук принимает «Главнейшие правила украинского правописания». 23 июля 1925 года Совет народных комиссаров УССР постановил организовать государственную комиссию для создания украинского правописания. В неё вошло более 20 учёных из УССР, в том числе из Западной Украины Степан Смаль-Стоцкий и Владимир Гнатюк.
В апреле 1926 года «Проект украинского правописания» напечатан для ознакомления широких кругов общества. После нескольких месяцев обсуждения и рассмотрения проекта на Всеукраинской конференции правописания (май-июнь 1927 г.), правописание приняли согласно постановлению СНК от 6 сентября 1928 года. Оно вошло в историю как «харьковское» или «скрипниковское правописание» — от места создания или фамилии тогдашнего народного комиссара просвещения Николая Скрипника. Над подготовкой издания работали выдающиеся украинские языковеды Алексей Синявский, Леонид Булаховский, Михаил Калинович, Агафангел Крымский и др. По объёму и полноте освещения проблем это правописание стало значительным явлением в нормализации украинского языка.
Действие «харьковского правописания» (как идеологически неправильного) на территории Украины было прекращено в 1933 году. И в этом же году в очень сжатые сроки (за 5 месяцев) создано новое правописание, редакцию которого одобрили постановлением наркома просвещения УССР от 5 сентября 1933 года.
Последующие незначительные изменения были внесены в 1946 году, а также в 1960 и 1990 годах. Четвёртое «Украинское правописание» датировано 1993 годом.

## Редакции правописания

### Правописание 2019 года
Украинское правописание 2019 года — редакция украинского правописания, подготовленная Украинской национальной комиссией по вопросам правописания в составе, утверждённом постановлением Кабинета Министров Украины от 17 июня 2015 г. Вариант проекта, свёрстанный в электронном виде на 216 страницах, был вынесен Министерством образования и науки Украины на сайте для общественного обсуждения, которое длилось с 15 августа до 15 сентября 2018 года. 13 сентября срок общественного обсуждения был продлён до 1 октября. Ожидалось, что работа над документом продлится минимум до конца 2018 года; члены комиссии отказывались от комментариев. Впрочем, Максим Стриха, сопредседатель комиссии, поделился информацией, что проект был принят единогласно.
Общественное обсуждение проекта Украинского правописания продолжалось до 1 октября 2018 года. Поступило более 500 предложений, замечаний и комментариев. 22 октября 2018 состоялось итоговое заседание комиссии, на котором внесли некоторые правки по результатам общественного обсуждения. 24 октября на совместном заседании президиума НАН Украины и коллегии МОН был заслушан доклад председателя Рабочей группы по подготовке проекта Украинского правописания члена-корреспондента НАН Украины С. Я. Ермоленко «О новой редакции Украинского правописания»; проект правописания одобрен и рекомендовано после доработки подать на утверждение в Кабмин.
22 мая 2019 года Кабинет Министров Украины одобрил этот проект правописания. 27 января 2021 года Окружной административный суд города Киева принял решение о незаконности нового правописания в связи с отсутствием в Кабинета Министров Украины соответствующих полномочий. Решение не набрало законной силы, поскольку находится на апелляционном обжаловании.